# Liste der Nummer-eins-Hits in Südkorea (2013)
Dies ist eine Liste der Nummer-eins-Hits in Südkorea (Gaon Chart) im Jahr 2013.
| Digital | Alben |
| --- | --- |
| - Girls’ Generation – I Got a Boy - 1 Woche (30. Dezember – 5. Januar) - Jeong Hyeong-don – Gangbuk Cool Guy - 1 Woche (6. Januar – 12. Januar) - Bae Chi-gi – Nunmul Syawo (눈물샤워) - 2 Wochen (13. Januar – 26. Januar) - Leessang – Nunmul (눈물) - 1 Woche (27. Januar – 2. Februar) - Sistar19 – Gone Not Around Any Longer (있다 없으니까) - 2 Wochen (3. Februar – 16. Februar) - Shinee – Dream Girl - 1 Woche (17. Februar – 23. Februar) - The One – Gyeoul Salang (겨울사랑) - 1 Woche (24. Februar – 2. März) - Davichi – Geobugi (거북이) - 1 Woche (3. März – 9. März) - Akdong Musician – Crescendo (크레셴도) - 2 Wochen (10. März – 23. März) - Lee Hi – Rose - 1 Woche (24. März – 30. März) - Davichi featuring Verbal Jint – Nogneun Jung (녹는 중) - 1 Woche (31. März – 6. April) - Psy – Gentleman - 2 Wochen (7. April – 20. April) - Roy Kim – Bombombom (봄봄봄) - 2 Wochen (21. April – 4. Mai) - Lee Hyori – Miss Korea (미스코리아) - 1 Woche (5. Mai – 11. Mai) - 4Minute – What's Your Name? (이름이 뭐에요?) - 1 Woche (12. Mai – 19. Mai) - Lee Hyori – Bad Girls - 1 Woche (19. Mai – 25. Mai) - Beast – Gwaenchanhgessni (괜찮겠니) - 1 Woche (26. Mai – 1. Juni) - Eunji & Huh Gak – Jjalb Eunmeoli (짧은머리) - 1 Woche (2. Juni – 8. Juni) - Sistar – Give It to Me - 2 Wochen (9. Juni – 22. Juni) - Dynamic Duo featuring Muzie of UV – Baaam - 1 Woche (30. Juni – 6. Juli) - 2NE1 – Falling in Love - 1 Woche (7. Juli – 13. Juli) - Ailee – U&I - 2 Wochen (14. Juli – 27. Juli) - f(x) – Rum Pum Pum Pum (첫 사랑니) - 1 Woche (28. Juli – 3. August) - San E – Aneunsalam Yaegi (아는사람 얘기) - 1 Woche (4. August – 10. August) - Huh Gak featuring Swings – Neon Naekkeoraneungeol (넌 내꺼라는걸) - 1 Woche (11. August – 17. August) - Bumkey featuring Dynamic Duo – Gajgonollae (갖고놀래) - 1 Woche (18. August – 24. August) - Yoon Mi-rae – Touch Love - 1 Woche (25. August – 31. August) - G-Dragon – Who You? (니가 뭔데) - 1 Woche (1. September – 7. September) - Soyou & Mad Clown – Stupid In Love (착해 빠졌어) - 2 Wochen (8. September – 21. September) - Busker Busker – Cheoeumen Sarangiran (처음엔 사랑이란게) - 2 Wochen (22. September – 5. Oktober) - IU – Bunhongsin (분홍신) - 1 Woche (6. Oktober – 12. Oktober) - Shinee – Everybody - 1 Woche (13. Oktober – 19. Oktober) - K.Will – You Don't Know Love (촌스럽게 왜 이래) - 1 Woche (20. Oktober – 26. Oktober) - Trouble Maker – Naeileun Eobseo (내일은 없어) - 1 Woche (27. Oktober – 2. November) - Park Myeong-su & Primary (featuring Gaeko) – I Got C - 1 Woche (3. November – 9. November) - Davichi – Pyeonji (편지) - 1 Woche (10. November – 16. November) - 2NE1 – Geuriwo Haeyo (그리워해요) - 1 Woche (17. November – 23. November) - Hyolyn – One Way Love (너 밖에 몰라) - 1 Woche (24. November – 30. November) - Seo In-guk & Zia – Ibyeolnamnyeo (이별남녀) - 1 Woche (1. Dezember – 7. Dezember) - Sung Si-kyung, Park Hyo-shin, Seo In-guk, VIXX & Yeo Dong-saeng – Gyeoul Gobaeg (겨울 고백) - 1 Woche (8. Dezember – 14. Dezember) - Beenzino – Dali, Van, Picasso - 1 Woche (15. Dezember – 21. Dezember) - IU – Friday - 1 Woche (22. Dezember – 28. Dezember) - MC the Max – We Back Then (그대가 분다) - 1 Woche (29. Dezember – 4. Januar) | - Girls’ Generation – I Got a Boy - 2 Wochen (30. Dezember – 12. Januar; insgesamt 3 Wochen) - Jaejoong (JYJ) – I - 1 Woche (13. Januar – 19. Januar) - Girls’ Generation – I Got a Boy - 1 Woche (20. Januar – 26. Januar; insgesamt 3 Wochen) - CN Blue – Re:BLUE - 2 Wochen (27. Januar – 9. Februar) - Super Junior-K.R.Y – Promise You - 1 Woche (10. Februar – 16. Februar) - Shinee – Chapter 1. Dream Girl – The Misconceptions of You - 1 Woche (17. Februar – 23. Februar) - Jaejoong – Y - 1 Woche (24. Februar – 2. März) - Shinee – Chapter 1. Dream Girl – The Misconceptions of You - 1 Woche (3. März – 9. März) - Heo Young-saeng – Life - 1 Woche (10. März – 16. März) - Shinee – Chapter 1. Dream Girl – The Misconceptions of You - 1 Woche (17. März – 23. März) - Infinite – New Challenge - 1 Woche (31. März – 6. April) - Girls’ Generation – 2011 Girls' Generation Tour - 1 Woche (7. April – 13. April) - C-Clown – Shaking Heart (흔들리고 있어) - 1 Woche (14. April – 20. April) - Cho Yong-pil – Hello - 1 Woche (21. April – 27. April) - Shinee – Chapter 2. Why So Serious? – The Misconceptions of Me - 1 Woche (28. April – 4. Mai) - B1A4 – What's Going On? (이게 무슨 일이야) - 1 Woche (5. April – 11. Mai) - 2PM – Grown - 2 Wochen (12. Mai – 25. Mai) - Big Bang – Alive GALAXY Tour 2013: The Final in Seoul - 1 Woche (26. Mai – 1. Juni) - Exo – XOXO (Kiss Ver.) - 1 Woche (2. Juni – 8. Juni) - MBLAQ – Sexy Beat - 1 Woche (9. Juni – 15. Juni) - Exo (Band) – XOXO (Kiss Ver.) - 1 Woche (16. Juni – 22. Juni) - 2PM – Grown (Grand Edition) - 1 Woche (23. Juni – 29. Juni) - John Park – Inner Child - 1 Woche (30. Juni – 6. Juli) - My Name – 1st Mini Album - 1 Woche (7. Juli – 13. Juli) - Infinite – Destiny - 1 Woche (14. Juli – 20. Juli) - Beast – Hard to Love, How to Love - 1 Woche (21. Juli – 27. Juli) - f(x) – Pink Tape - 1 Woche (28. Juli – 3. August) - EXO – XOXO (Repackage Edition) (Kiss Ver.) - 2 Wochen (4. August – 17. August) - Seungri – Let's Talk About Love - 2 Wochen (18. August – 31. August) - Kara – Full Bloom - 1 Woche (1. September – 7. September) - G-Dragon – Coup D'Etat - 1 Woche (8. September – 14. September) - Teen Top – Teen Top Class - 1 Woche (15. September – 21. September) - Busker Busker – Busker Busker 2nd Album (버스커 버스커 2집) - 1 Woche (22. September – 28. September) - Block B – Very Good - 1 Woche (29. September – 5. Oktober) - IU – Modern Times - 1 Woche (6. Oktober – 12. Oktober) - Shinee – Everybody - 2 Wochen (13. Oktober – 26. Oktober) - Jaejoong – WWW - 2 Wochen (27. Oktober – 9. November) - Teen Top – Teen Top Class Addition (틴탑 클래스 어디션) - 1 Woche (10. November – 16. November) - F.T. Island – The Mood - 1 Woche (17. November – 23. November) - VIXX – Voodoo - 1 Woche (24. November – 30. November) - EXO – XOXO (Repackage Edition) (Kiss Ver.) - 1 Woche (1. Dezember – 7. Dezember) - EXO – Miracles in December (Kor. Ver) - 2 Wochen (8. Dezember – 21. Dezember) - Yong Jun-hyung – Flower - 1 Woche (22. Dezember – 28. Dezember) - Rain – Rain Effect - 1 Woche (29. Dezember – 4. Januar) |

## Jahreshitparaden
| Digital | Alben |
| --- | --- |
| 1. Psy – Gentleman 2. Baechigi – Nunmul Syawo (눈물샤워) 3. Sistar 19 – Gone Not Around Any Longer (눈물샤워) 4. Roy Kim – Bom Bom Bom (봄봄봄) 5. Leessang feat. Yujin – Nunmul (눈물) 6. 4minute – Ireum-i Mwoyeyo? (이름이 뭐예요?) 7. Huh Gak, Yu Seung-u – Mono Deurama (모노드라마) 8. Davichi – Geobugi (거북이) 9. Sistar – Give It To Me 10. Davichi feat. Verbal Jint – Nongneun Jung (녹는 중) | 1. EXO – XOXO Repackaged (Kiss Version) – 335.823 2. Girls’ Generation – I Got a Boy – 293.302 3. EXO – XOXO (Kiss Version) – 269.597 4. EXO – 12월의 기적 (Miracles in December, Korean Version) – 262.825 5. Cho Yong-pil – Hello – 250.046 6. EXO – XOXO (Hug Version, Chinese) – 200.870 7. EXO – XOXO Repackaged (Hug Version) – 200.183 8. G-Dragon – Coup D’etat – 195.603 9. Shinee – Dream Girl – The Misconceptions of You – 185.357 10. EXO – 12월의 기적 (Miracles in December, Chinese Version) – 171.546 |